# Шутко, Лидия Остаповна
Лидия Остаповна Шутко (род. 21 июля 1947 года, Львов) — украинская скрипачка, педагог. Народная артистка Украины (1994). Мать украинского скрипача Остапа Шутко. Профессор Львовской национальной музыкальной академии им. Н. Лысенко.

## Биография
Лидия Остаповна Шутко родилась 21 июля 1947 года во Львове. Окончила Львовскую государственную консерваторию им. Н. Лысенко по классу профессора Леси Деркач. В 1968 году окончила аспирантуру Киевской консерватории им. П. Чайковского по классу педагога А. Крыса. Проходила стажировку в Московской консерватории им. П. Чайковского (руководители Ю. Янкелевич и Д. Ойстрах).
Как скрипач, Лидия Шутко была участницей Международных фестивалей, выступала в Польше, Чехии, Болгарии, Германии, Финляндии, Мексике, Испании. В её концертном репертуаре — произведения А. Вивальди, И. Баха, Л. Бетховена, И. Брамса, Ф. Крейслера, К . Шимановского, П. Чайковского, С. Прокофьева, А. Хачатуряна и др. Важное место занимают произведения украинских композиторов.
Лидия Шутко была первым исполнителем произведений С. Людкевича, А. Кос-Анатольского, В. Барвинского, М. Колессы, И. Вымера, С. Мартона, А. Рудницкого, М. Скорика, Е. Станковича, А. Козаренко и других.
С 1971 года преподает в Львовской консерватории, профессор. Учениками профессора Лидии Шутко являются лауреаты Украинских, Всесоюзных и Международных конкурсов: А. Дулиба, Н. Цайтц, А. Петрик, А. Шутко, А. Демьянчук, Л. Футорская, П. Довгань, В. Заранський, Я. Терещенко, О. Куриляк, М. Курило-Семчишин, Н. Липецка, Л. Макарова, Л. Гратило, А. Андрейко, Я. Павлов, А. Божик, А. Останчук и др.

## Награды и звания
- Народная артистка Украины (1994)

Лидия Шутко была лауреатом конкурсов:
- Международный конкурс им. Баха (1972, Лейпциг)
- Международный конкурс им. П. И. Чайковского (1974, Москва)
- Международный конкурс им. Я. Сибелиуса (1980, Хельсинки)

## Семья
Лидия Остаповна Шутко замужем. Ее муж, Иван Шутко, работал преподавателем скрипичной игры во Львовской специальной музыкальной школе им. С. Крушельницкой. Старший сын, Юрий Шутко — флейтист, лауреат Международных конкурсов, солист Национальной филармонии Украины, обладатель титула «Золотая флейта Украины», заслуженный артист Украины. Младший сын, Остап Шутко — скрипач, лауреат Международных конкурсов, преподаватель класса скрипки Национальной музыкальной академии им. П. Чайковского.